# Jardins du Musée International de la Parfumerie
Los Jardines del museo internacional de la perfumería en francés: Les jardins du Musee International de la Parfumerie (MIP), es un jardín botánico de 2.5 hectáreas ubicado en los terrenos de la municipalidad de Mouans-Sartoux, Francia.

## Historia
La idea de crear un conservatorio del patrimonio botánico y floral de la industria del perfume en Grasse se encuentra en un contexto histórico.
Jardines para servicios públicos, jardines ornamentales, colecciones botánicas en boga en el siglo XIX, el jardín de pruebas científicas como los creados por la industria del perfume de Grasse en 1920, contribuyeron al desarrollo del cultivo de plantas para perfumería.
Ideado en 2003, forman parte de un proyecto regional dirigido por la « communauté d’agglomération du Pays de Grasse » (Comunidad de la aglomeración de los Países de Grasse).
En 2007, el proyecto de « La Bastide du Parfumeur » nacido, disfrutando de fondos privados importantes, el asesoramiento de especialistas (arquitectos, jardineros, botánicos,  perfumistas), el apoyo de la comuna de Mouans-Sartoux y la comunidad urbana Azul Provenza. 
La « Bastide du Parfumeur » fue creado para educar al público en general en la memoria del cultivo de las plantas de perfume en el país de Grasse. Este proyecto se centró exclusivamente en las diversas cuestiones relacionadas con la agricultura local, dando un papel esencial en el desarrollo sostenible y el patrimonio.
Desde el 1 de enero de 2010, estos jardines se convirtieron en el conservatorio de las plantas utilizadas en perfumería del "Museo Internacional de la Perfumería" : un espacio natural que es testigo del paisaje olfativo relacionado con la agricultura local. Se ha comprometido a presentar al público las plantas utilizadas en perfumería, plantas aromáticas y cualquier planta de interés desde el punto de vista de la historia de las culturas mediterráneas y de la perfumería.
Además del deseo de ser un conservatorio botánico al aire libre, los jardines están destinados a ser una herramienta educativa mediante la diversión para introducir en la jardinería orgánica. El compost, el mantillo verde de estiércol y otras técnicas se utilizan para proporcionar elementos nutrientes necesarios para el desarrollo de los vegetales, respetando el suelo y optimizando el consumo de agua.

## Colecciones
Los jardines se organizan en dos partes separadas por un valle seco canalizado entre los muros de piedra: 
- La ruta olfativa al este, descubrimientos del jardín fragante asociado con notas olfativas;
- El campo de la ruta en el oeste, en parte arbolado con especies tradicionalmente cultivadas en Grasse y con vocación de Conservatorio de estos ahora raros paisajes. Una oportunidad para sorprender a una flora y fauna preservada en su riqueza.

La recepción al jardín del público, se organiza alrededor de un gran invernadero, espacio multifuncional técnica y educativo, formando un verdadero umbral a los jardines.
El jardín alberga unas buenas colecciones de:
- Arbustos: Plantas con fragancia y aceites esenciales utilizados en la fabricación de los perfumes.
- Plantas vivaces: Colecciones de plantas utilizadas en perfumería, olorosas.
- Flores anuales: Colecciones de plantas fragantes, olorosas.

Algunos especímenes de los que se cultivan en el "Les jardins du Musee International de la Parfumerie" son:

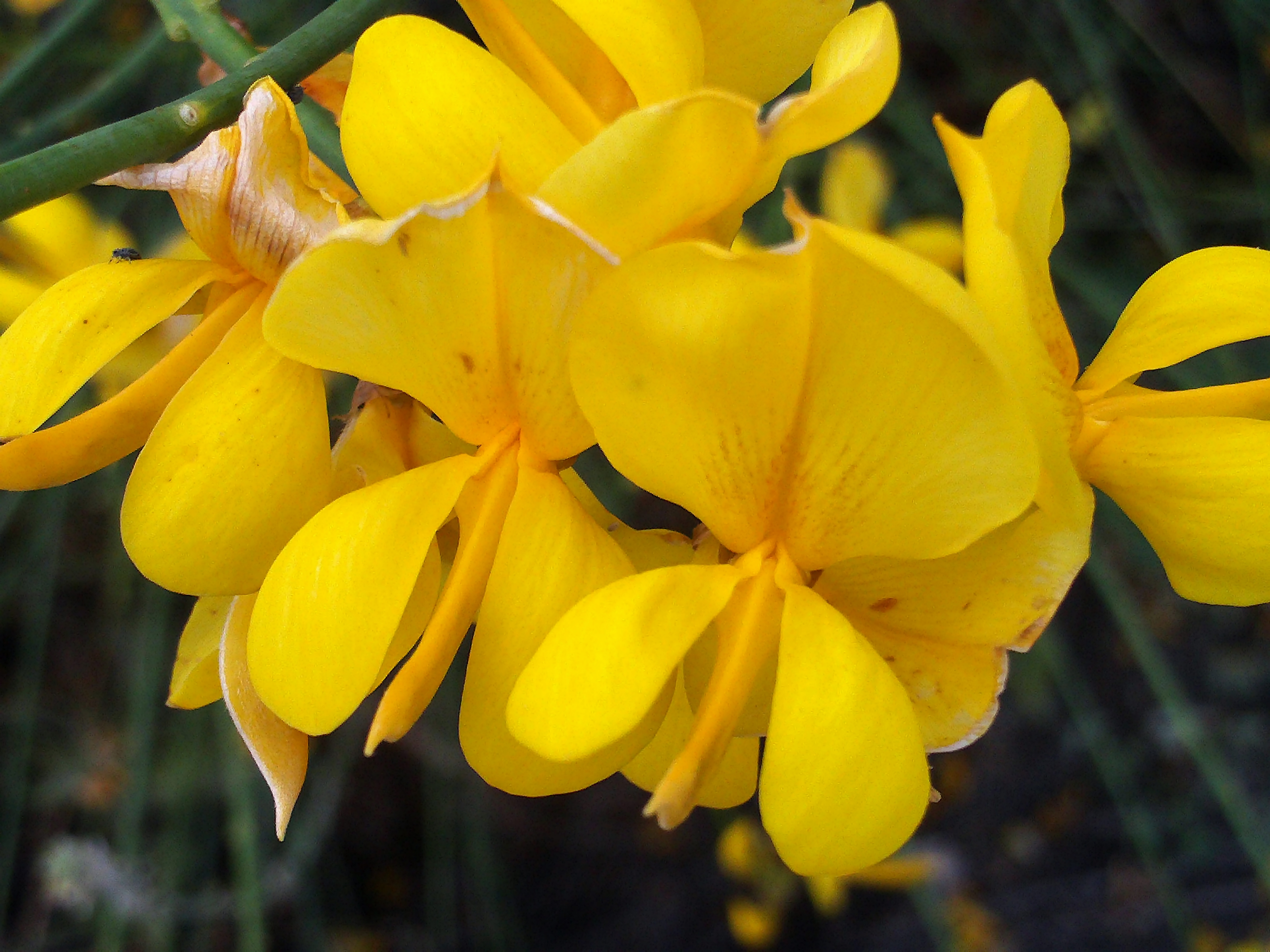
Spartium junceum
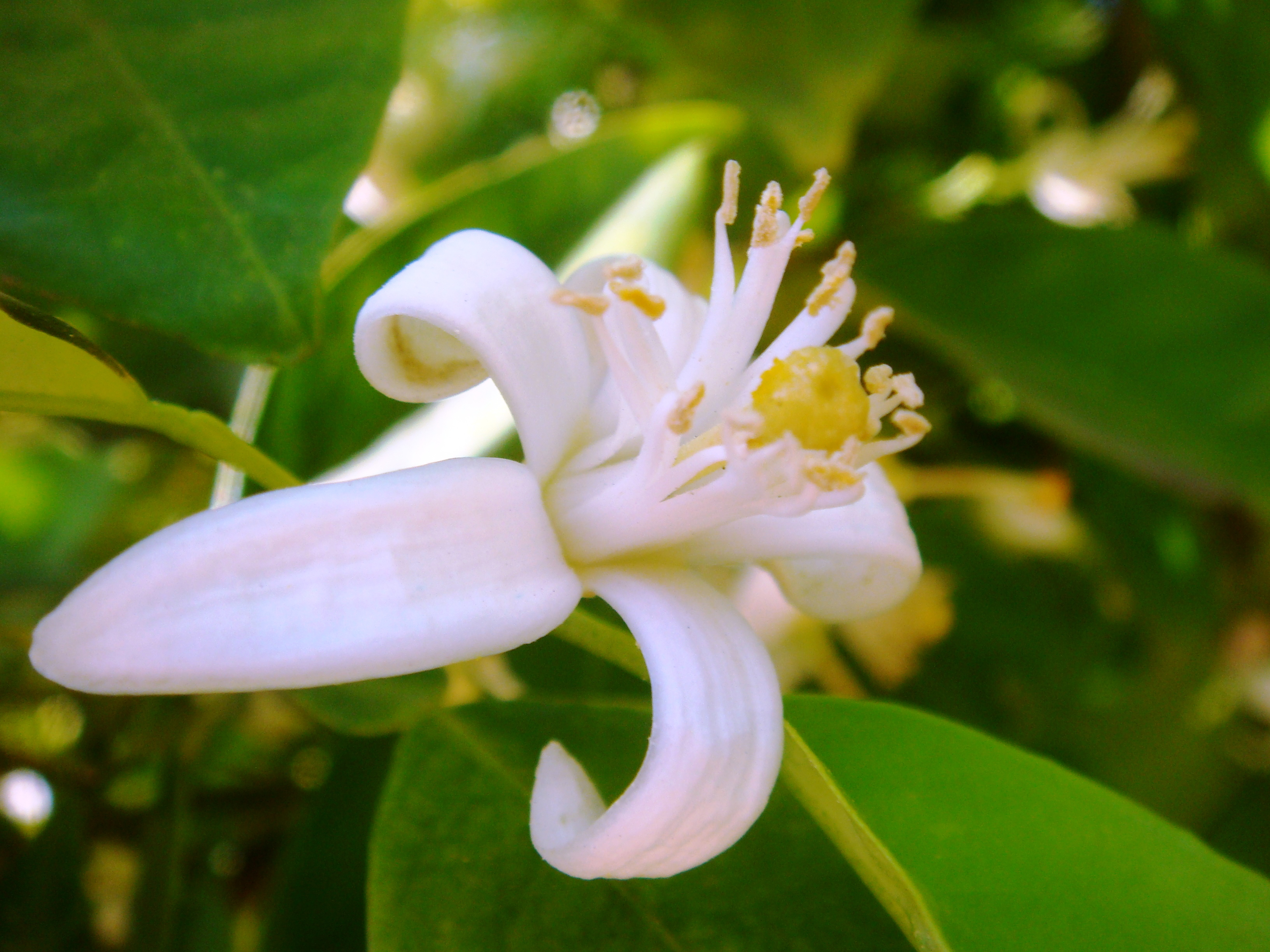
Citrus aurantium
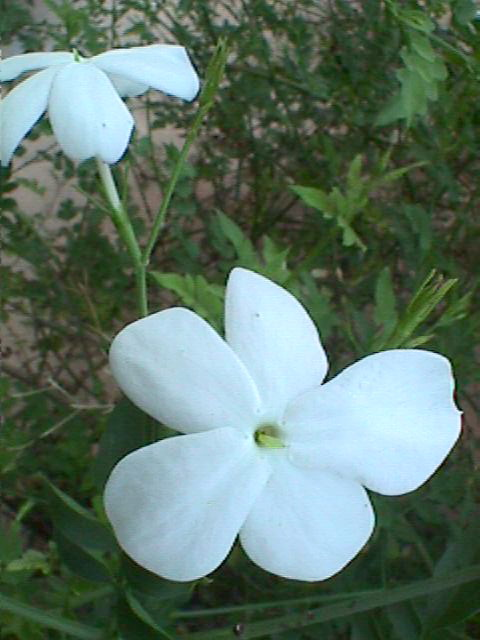
Jasminum grandiflorum
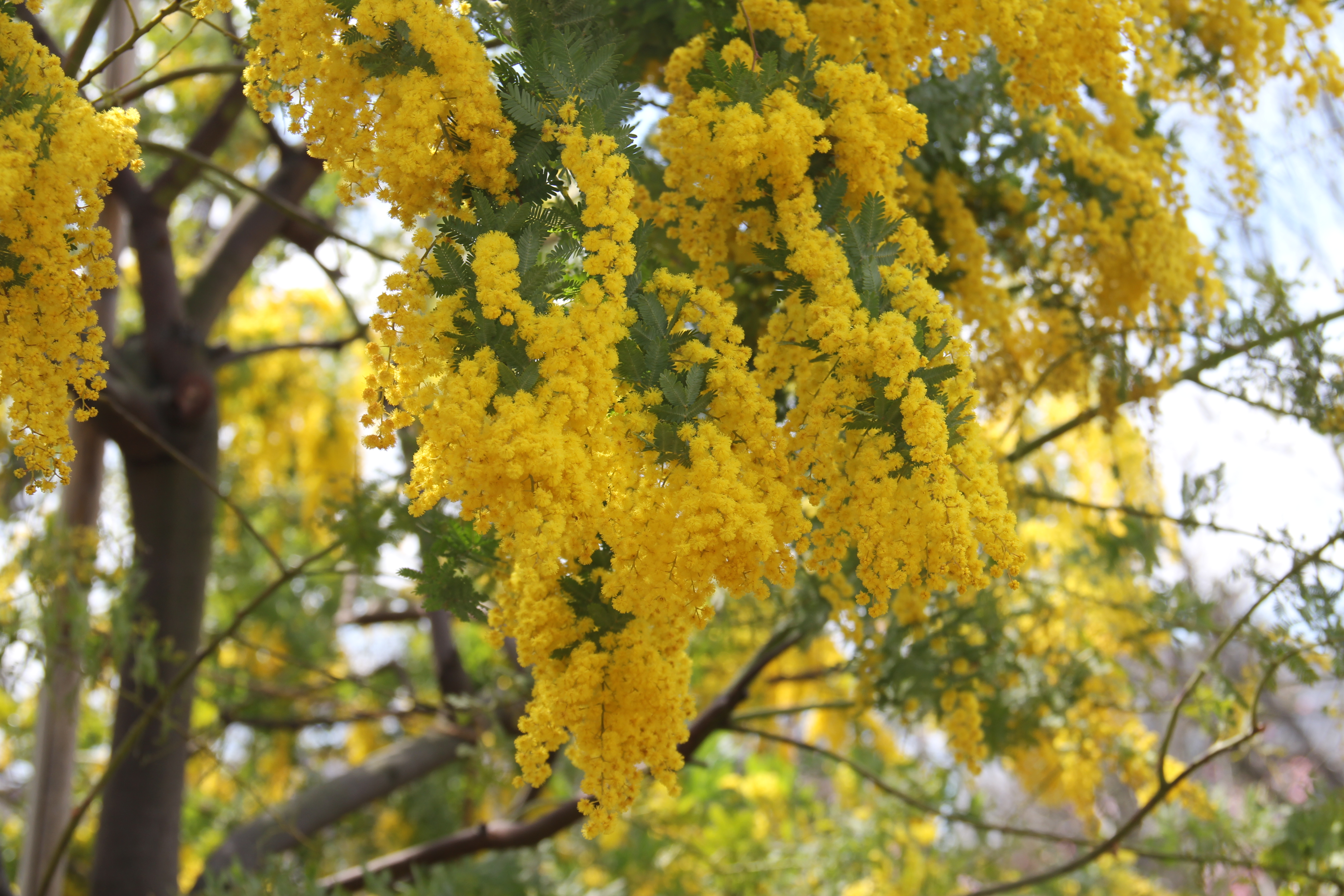
Acacia dealbata
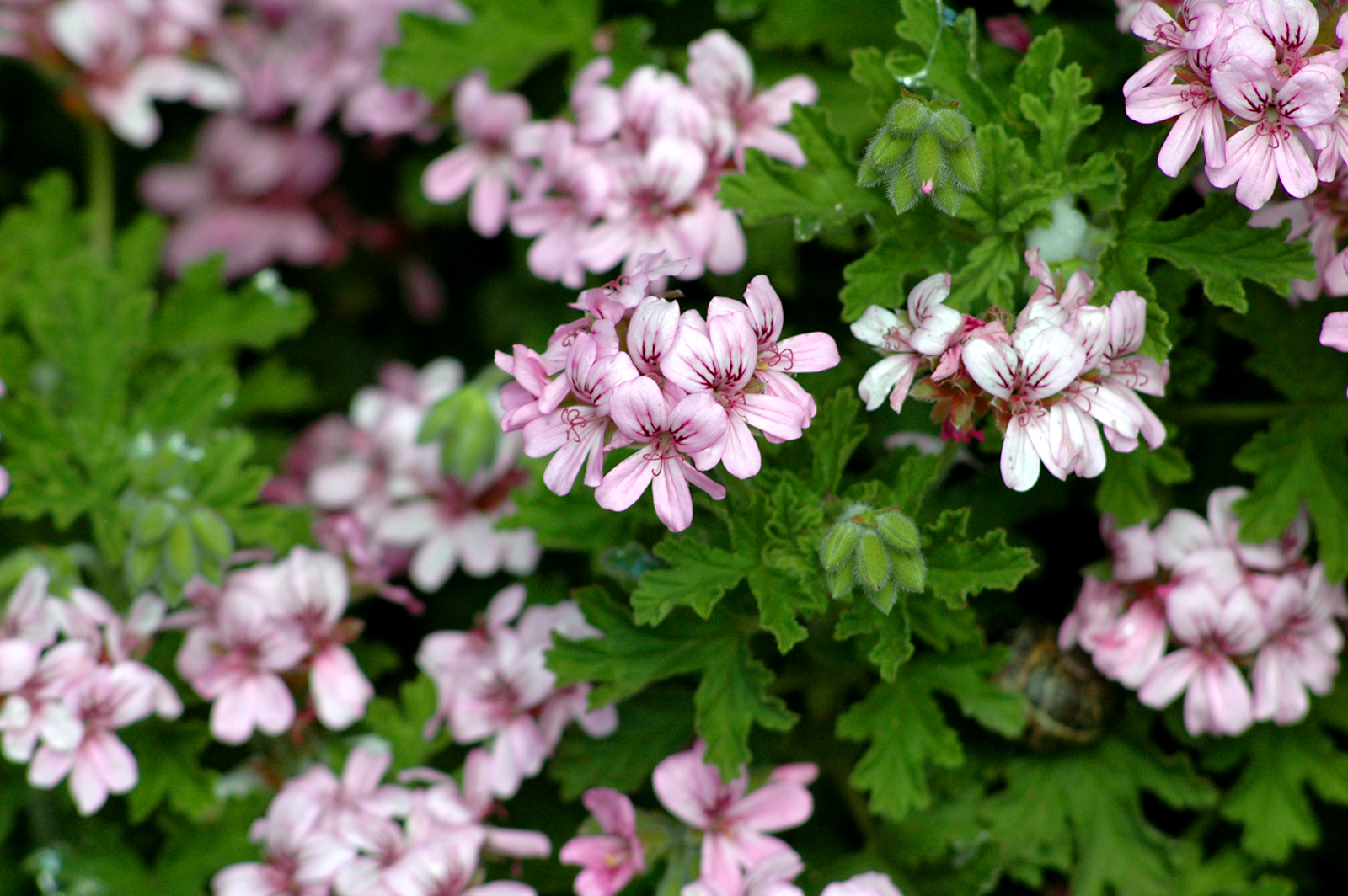
Pelargonium graveolens
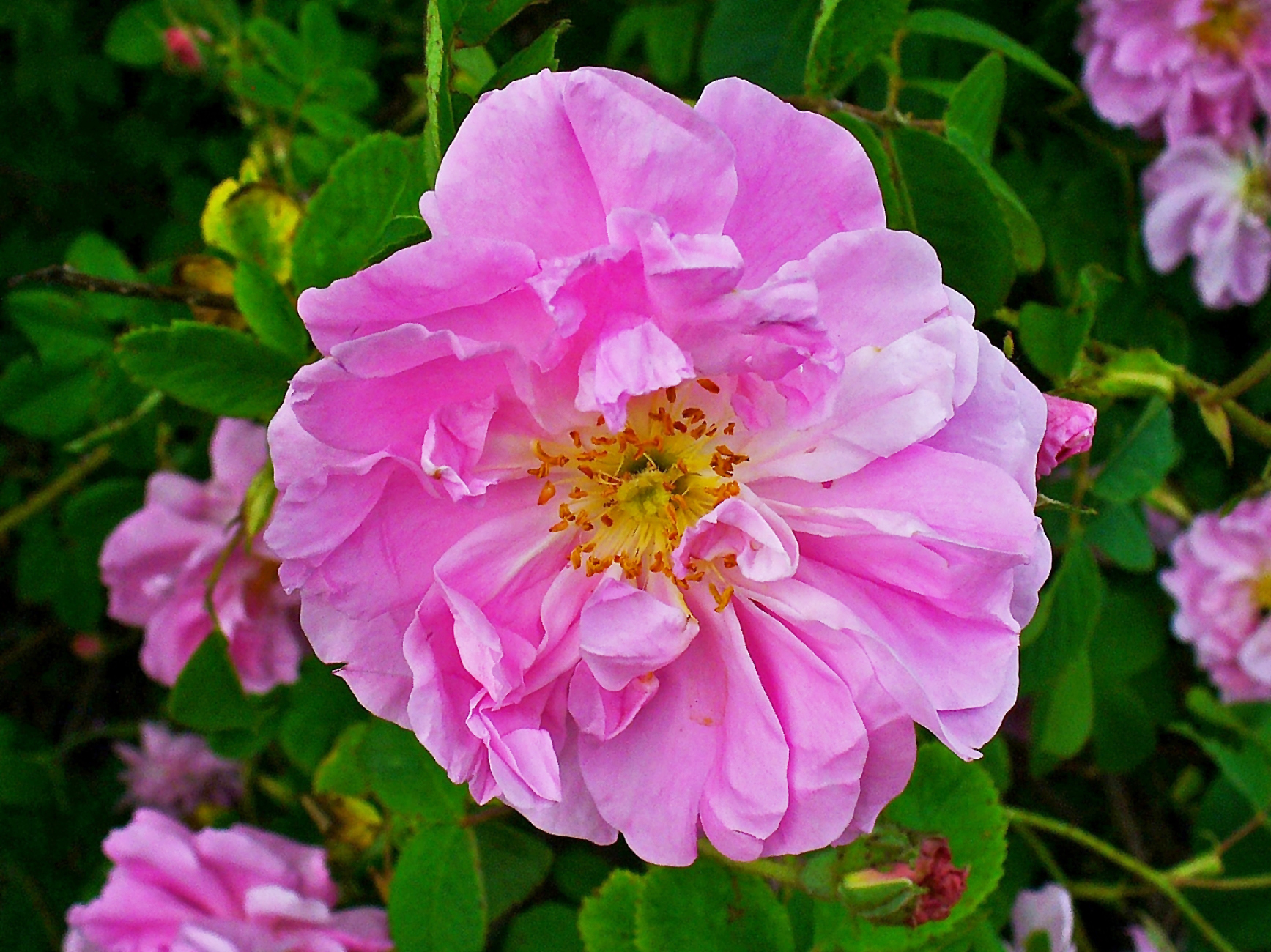
Rosa x damascena
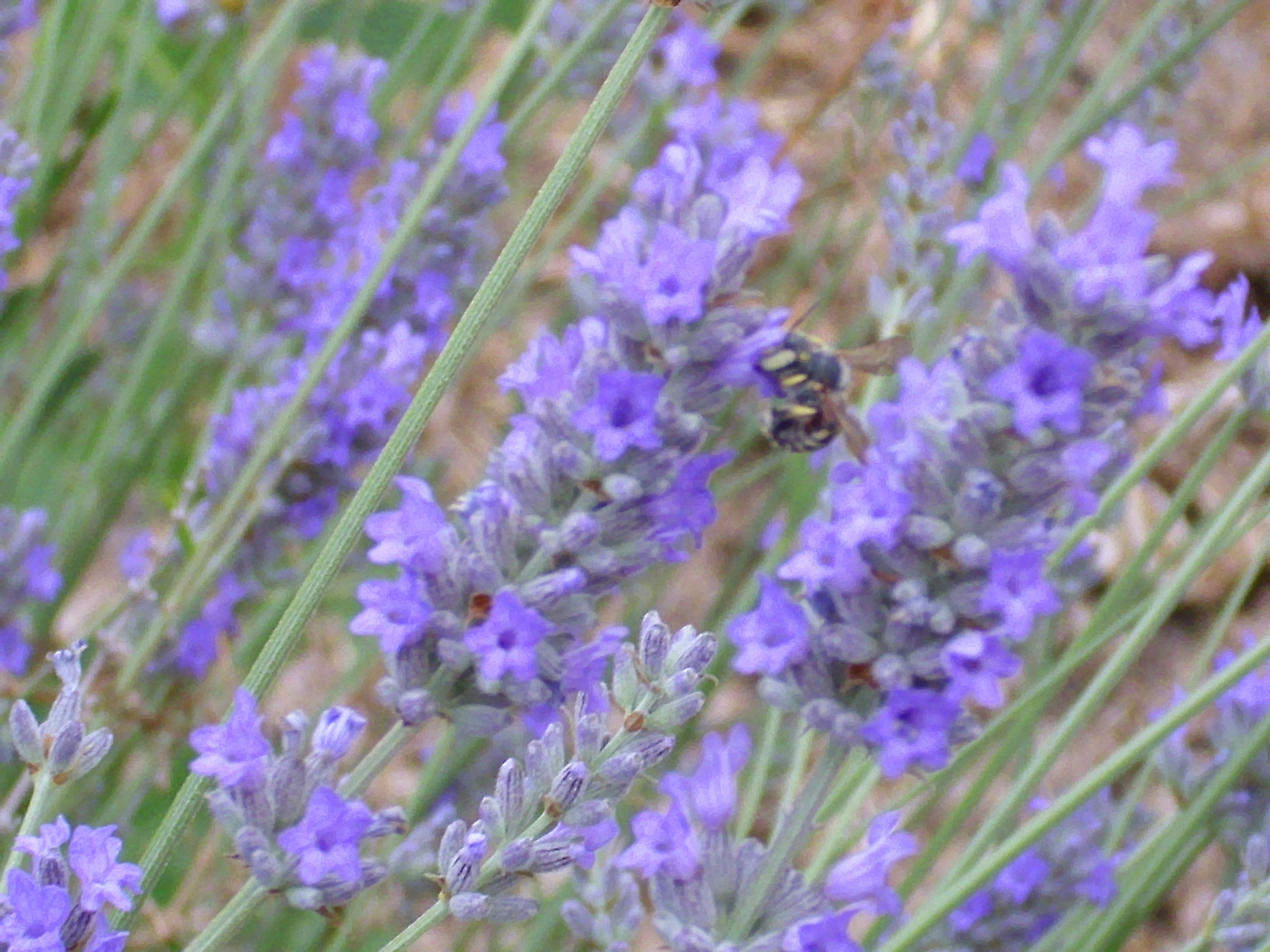
Lavandula latifolia